# Damian Stanisław Wandycz
Damian Stanisław Wandycz pierwotnie Dawid Ko(h)n (ur. 21 grudnia 1891?/2 stycznia 1892 w Dobrzyniu nad Wisłą, zm. 12 maja 1974 w Nowym Jorku) – inżynier chemik, pracownik przemysłu gazowego i naftowego oraz radny miasta Lwowa, dyplomata, działacz społeczny i emigracyjny, publicysta.

## Życiorys

### Młodość
Urodził się w rodzinie żydowskiej. Był synem Szymona Markusa Ko(h)na (1863) i Bejli (Berty) z d. Szymańskiej (ur. ok. 1865, zmarłej prawdopodobnie przed 1901). Miał czworo rodzeństwa: Jerzego Bronisława Wandycza, urodzonego jako Izaak Kon (1888–1928), z zawodu lekarza, Amalię (ur. 1889), Michała Wandycza, ur. jako Michał Kon (1893–1942), w II Rzeczypospolitej urzędnika ministerialnego i brata przyrodniego Seweryna Wandycza, urodzonego jako Seweryn Kon (1901–1929), z zawodu prawnika.
We wczesnej młodości przeniósł się z rodziną do Zgierza, tam rozpoczął naukę w szkole handlowej. Podczas rewolucji 1905 roku w Królestwie Polskim brał udział w strajku szkolnym. Następnie kontynuował naukę w Łodzi i I Szkole Realnej w Krakowie. Maturę zdał jako ekstern w 1910. W latach 1911–1914 studiował na Wydziale Chemii Politechniki w Pradze. Podczas studiów zaangażował się w działalność niepodległościową. W 1912 uczestniczył w powstaniu tajnego oddziału Związku Walki Czynnej, przekształconego następnie w jawny Związek Strzelecki, był członkiem sekcji zagranicznej Polskiej Partii Socjalistycznej – Frakcja Rewolucyjna, działał w Unii Stowarzyszeń Polskiej Młodzieży Niepodległościowej. Od 1912 używał pseudonimu „Wandycz”.

### I wojna światowa
Po wybuchu I wojny światowej znalazł się w Łodzi. Tam 17 lub 18 października 1914 wstąpił do I Brygady Legionów Polskich, znalazł się w kompanii dowodzonej przez Leopolda Lisa-Kulę, od listopadzie wchodzącej w skład VI batalionu 1 Pułku Piechoty Legionów. Od tego czasu używał już nazwiska „Wandycz”. W listopadzie 1914 brał udział w bitwie pod Krzywopłotami, w grudniu tegoż roku w bitwie pod Łowczówkiem, gdzie został lekko ranny. W sierpniu 1915 i ponownie od października do grudnia 1915 przebywał w szpitalu. Od stycznia do kwietnia 2016 był przydzielony do batalionu uzupełniającego w Kozienicach, od maja do lipca 1916 do Kompanii Uzupełnień nr 1 (Stacji Zbornej) w Krakowie. Powrócił na front 15 lipca 1916. 19 października 1916 przyjął chrzest. Pod koniec października 1916 ponownie został przydzielony do Kompanii Uzupełnień nr 1. Na front już nie powrócił, a od września 1917 był urlopowany. Służbę w legionach zakończył w stopniu sierżanta. W 1918 związał się z krakowskim pismem Kultura Polski, gdzie zajmował się sprawami czeskimi i stosunkami polsko-czeskimi. W roku akademickim 1917/1918 kontynuował także w Pradze studia chemiczne. Z ramienia Ligi Niezawisłości Polski starał się nawiązać kontakty z czeskimi politykami.

### Okres międzywojenny
W maju 1919 zmienił formalnie nazwisko na „Wandycz”. 2 października 1919 poślubił Stefanię Dunikowską (1880–1941), wdowę po Tadeuszu Grzegorzu Marsie, matkę Anny Marii Mars i Witolda Marsa. Z małżeństwa tego w 1923 urodził się syn Piotr Wandycz, później znany historyk.
W grudniu 1918 udał się razem ze Stanisławem Gutowskim w nieformalnej misji dyplomatycznej do Pragi, wraz listem Józefa Piłsudskiego do Tomáša Masaryka. Próby znalezienia pokojowego rozwiązania sporów granicznych z Czechosłowacją zakończyły się jednak niepowodzeniem. W II semestrze roku akademickiego 1918/1919 i pierwszym semestrze roku akademickiego 1919/1920 studiował na Uniwersytecie Jagiellońskim. W tym czasie opublikował dwie broszury naukowe: Drożdże. Wyrób i zastosowanie oraz Technologia mydła w zarysie. Ostatecznie dyplom inżyniera uzyskał w 1920 na Politechnice Lwowskiej. Z dniem 1 czerwca 1919 został wcielony do wojska w stopniu podporucznika piechoty, ale nie brał udziału w walkach. Od 1920 pracował jako chemik w przemyśle naftowym i gazowym, kolejno jako kierownik laboratorium i inżynier ruchu w gazowni w Krakowie (1920–1922), w rafineriach w Gliniku Mariampolskim i Jedliczu (1922–1924) oraz Dziedzicach (1924–1926). Od 1926 był wicedyrektorem Państwowej Fabryki Olejów Mineralnych Polmin w Drohobyczu. Równocześnie działał w Związku Legionistów Polskich i od 1928 był prezesem jego oddziału drohobyckiego. Został także wiceprezesem rady Powiatowej Bezpartyjnego Bloku Współpracy z Rządem. W 1931 przeprowadził się rodziną do Lwowa, tam pełnił funkcję wicedyrektora w centrali „Polminu”.
W 1933 został dyrektorem Polskiego Eksportu Naftowego, nowo powołanego kartelu handlu zagranicznego, mającego monopol na eksport i import ropy naftowej. W wyborach samorządowych 1934 wybrany radnym Rady Miasta Lwowa z ramienia listy nr 1 (prorządowej) (w tej roli nie był jednak zbyt aktywny). Był członkiem Izby Przemysłowo-Handlowej we Lwowie. Od listopada 1937 należał do liderów Komitetu Organizacyjnego Klubu Demokratycznego we Lwowie. Działał także społecznie, był komendantem oddziału Koła b. Żołnierzy VI Batalionu I Brygady Legionów Polskich we Lwowie, członkiem Obywatelskiego Komitetu Zimowej Pomocy Bezrobotnym i Wojewódzkiego Komitetu Pomocy Ofiarom Powodzi.

### II wojna światowa
Po wybuchu II wojny światowej pozostał na czele Polskiego Eksportu Naftowego, przemianowanego na Wojenny Związek Naftowy. 17 września 1939 znalazł się z rodziną w Rumunii. Tam zajmował się odzyskaniem należących do Polski cystern oraz zakupionej przed wybuchem wojny. W 1940 wyjechał z rodziną do Francji. Po klęsce tego kraju nie zdołał go opuścić i do 1942 mieszkał w Grenoble, gdzie od listopada 1940 do lutego 1942 pracował jako kierownik działu finansowego delegatury Polskiego Czerwonego Krzyża. 3 stycznia 1942 zmarła mu żona. We wrześniu 1942 przedostał się przez Hiszpanię i Portugalię do Wielkiej Brytanii. Od 1 lutego 1943 pracował jako kierownik Referatu Energetycznego w Ministerstwie Przemysłu, Handlu i Żeglugi Rządu RP na uchodźstwie. od 4 listopada 1944 przebywał w USA, gdzie z ramienia rządu polskiego miał negocjować kwestie pomocy gospodarczej dla Polski. Jego misja zakończyła się w lipcu 1945 wraz cofnięciem przez USA uznania rządu na uchodźstwie.

### Okres powojenny
Po zakończeniu wojny pracował w firmach przemysłowo-eksportowych: amerykańskiej filii Ateliers de Constructions Electriques de Charleroi w Nowym Jorku (do 1956), Panamerican Trade Development Corporation w Nowym Jorku (1956–1961) oraz Westrade w Coral Gables (1961–1964). W 1949 ożenił się z Irena Waydą (1902–1995). Od 1957 przyjeżdżał regularnie do Polski.
W latach 1951–1956 był dyrektorem wykonawczym Instytutu Józefa Piłsudskiego w Nowym Jorku i równocześnie członkiem Rady tego instytutu. W latach 1957–1962 był członkiem zarządu Stowarzyszenia Inżynierów i Techników Polskich w Stanach Zjednoczonych „Polonia Technica” (w tym jego prezesem w kadencji 1961–1962). Po przejściu na emeryturę, w 1964 został sekretarzem generalnym Polskiego Instytutu Naukowego w Ameryce, w tej roli wskazał w 1964 i 1965 kandydatów w dwóch pierwszych edycjach Nagrody Fundacji Alfreda Jurzykowskiego. Po śmierci Jana Wszelakiego dodatkowo pełnił funkcję p.o. dyrektora generalnego, a od 1966 był dyrektorem PINA z wyboru. W 1966 zorganizował wraz z PINA Kongres Naukowców i Uczonych Polskich w Ameryce. Zrezygnował z funkcji dyrektora z uwagi na wiek i stan zdrowia w 1969. W marcu 1970 wszedł ponownie w skład Rady Instytutu Józefa Piłsudskiego w Nowym Jorku. W tym samym roku został z ramienia PINA przewodniczącym Komitetu Organizacyjnego Drugiego Kongres Naukowców i Uczonych Polskich w Ameryce, który odbył się 1971.
Zmarł 12 maja 1974 w wyniku postępującej atrofii mięśni w szpitalu w Parkway Hospital w Nowym Jorku.
Został pochowany na Maple Grove Cemetery w Nowym Jorku.

## Ordery, odznaczenia i nagrody
- Odznaka „Za wierną służbę” (z Leopolda Lisa-Kuli)[20]
- Krzyż Niepodległości (9 listopada 1931)[64]
- Krzyż Kawalerski Orderu Odrodzenia Polski (11 listopada 1934)[65][66]
- Złoty Krzyż Zasługi (1938)[67]
- Złota Odznaka Honorowa Koła Lwowian w Londynie (1970)[68]
- Nagroda im. Tadeusza Sendzimira, przyznana przez Polski Instytut Naukowy w Ameryce (1972)[69][70].

## Wybrane publikacje
W dorobku publikacyjnym D. Wandycza znajdują się m.in.:
- Technologia mydła w zarysie, Kraków: S.A. Krzyżanowski 1919.
- Uwagi o sytuacji ogólnej przemysłu naftowego: streszczenie referatu wygłoszonego na Posiedzeniu Komisji Międzyministerjalnej, w dniu 21 stycznia 1936 r. we Lwowie, Lwów 1936.
- L. Nauwelaerts, Nafta potęga ziemi, z upoważ. aut. przeł. Karol Zagajewski; rozdz. 16 pt. Polska napisał Damian Wandycz, Lwów: „Książnica-Atlas” 1938.
- Samowystarczalność naftowa: referat wygłoszony na 10 Zjeździe Naftowym we Lwowie, dn. 28 maja 1938 r., Lwów 1938.
- Zapomniany list Piłsudskiego do Masaryka, London: Instytut Józefa Piłsudskiego w Ameryce 1953.
- (redakcja) Register of Polish American scholars, scientists, writers & artists, ed. by Damian S. Wandycz, New York: The Pol. Inst. of Arts and Sciences in America 1969.
- (redakcja) Studies in Polish civilization. Seleced papers presented at the 1. Congress of the Polish Institute of Arts and Sciences in America, Nov. 25, 26, 27, 1966 in New York, ed. by Damian S. Wandycz, New York: Institute on East Central Europe: Columbia Univ. – Polish Institute of Arts and Sciences in America 1971.
- Polski Instytut Naukowy w Ameryce. W trzydziestą rocznicę 1942–1972, Nowy Jork: Polski Instytut Naukowy 1974.